# Bergholtzzell
Bergholtzzell ou Bergholtz-Zell est une commune française située dans l'aire d'attraction de Mulhouse et faisant partie de la collectivité européenne d'Alsace (circonscription administrative du Haut-Rhin), en région Grand Est.
Cette commune se trouve dans la région historique et culturelle d'Alsace.
Ses habitants sont appelés les Bergholtzzellois.

## Géographie

### Localisation
Ce village se situant à une altitude de 260 mètres fait partie du canton de Guebwiller et de l'arrondissement de Thann-Guebwiller. La superficie du ban de Bergholtz-Zell est de 2,3 km2.
C'est une des 188 communes du parc naturel régional des Ballons des Vosges.
| Lautenbach | Orschwihr     |           |
| Buhl       | Bergholtzzell |           |
| Guebwiller |               | Bergholtz |

### Hydrographie

#### Réseau hydrographique
La commune est dans le bassin versant du Rhin au sein du bassin Rhin-Meuse. Elle est drainée par le Holtzcanal,.

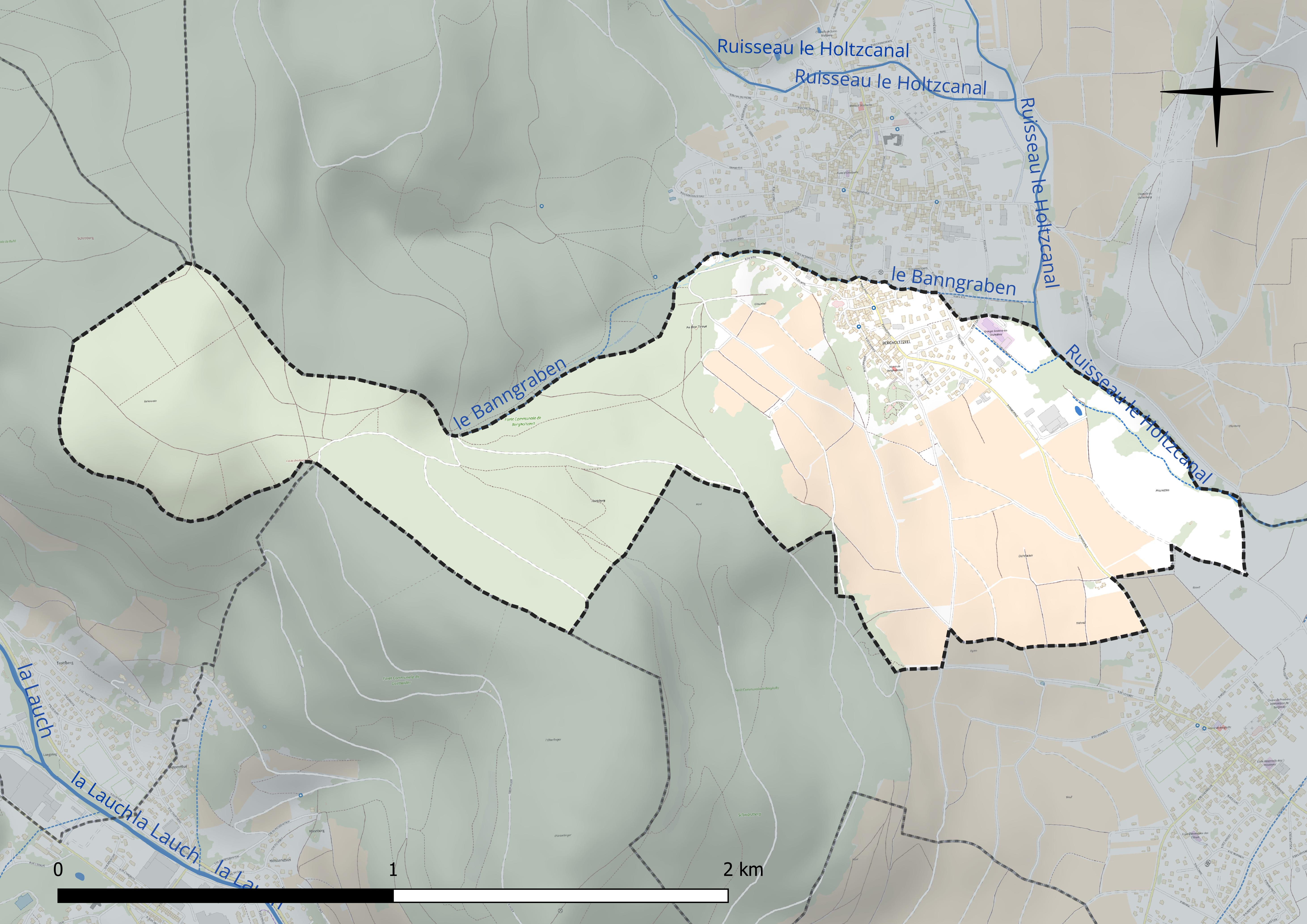
Réseau hydrographique de Bergholtzzell.

#### Gestion et qualité des eaux
Le territoire communal est couvert par le schéma d'aménagement et de gestion des eaux (SAGE) « Lauch ». Ce document de planification concerne les bassins versants de la Lauch, de l’Ohmbach et du Rimbach, dont le territoire s'étend sur 358 km2. Le périmètre a été arrêté le 7 mars 2013 et le SAGE proprement dit a été approuvé le 15 janvier 2020. La structure porteuse de l'élaboration et de la mise en œuvre est le syndicat mixte « Rivières de Haute-Alsace ». 
La qualité des cours d’eau peut être consultée sur un site dédié géré par les agences de l’eau et l’Agence française pour la biodiversité. 

### Climat
Pour des articles plus généraux, voir Climat du Grand Est et Climat du Haut-Rhin.
En 2010, le climat de la commune est de type climat des marges montargnardes, selon une étude du Centre national de la recherche scientifique s'appuyant sur une série de données couvrant la période 1971-2000. En 2020, Météo-France publie une typologie des climats de la France métropolitaine dans laquelle la commune est exposée à un climat semi-continental et est dans la région climatique  Vosges, caractérisée par une pluviométrie très élevée (1 500 à 2 000 mm/an) en toutes saisons et un hiver rude (moins de 1 °C). 
Pour la période 1971-2000, la température annuelle moyenne est de 10,2 °C, avec une amplitude thermique annuelle de 17,3 °C. Le cumul annuel moyen de précipitations est de 869 mm, avec 9,4 jours de précipitations en janvier et 9,3 jours en juillet. Pour la période 1991-2020, la température moyenne annuelle observée sur la station météorologique de Météo-France la plus proche, « Guebwiller », sur la commune de Guebwiller à 3 km à vol d'oiseau, est de 11,4 °C et le cumul annuel moyen de précipitations est de 919,6 mm. 
La température maximale relevée sur cette station est de 39,9 °C, atteinte le 13 août 2003 ; la température minimale est de −16,3 °C, atteinte le 20 décembre 2009,,. 
Les paramètres climatiques de la commune ont été estimés pour le milieu du siècle (2041-2070) selon différents scénarios d'émission de gaz à effet de serre à partir des nouvelles projections climatiques de référence DRIAS-2020. Ils sont consultables sur un site dédié publié par Météo-France en novembre 2022.

## Urbanisme

### Typologie
Au 1er janvier 2024, Bergholtzzell est catégorisée bourg rural, selon la nouvelle grille communale de densité à sept niveaux définie par l'Insee en 2022.
Elle est située hors unité urbaine. Par ailleurs la commune fait partie de l'aire d'attraction de Mulhouse, dont elle est une commune de la couronne,. Cette aire, qui regroupe 132 communes, est catégorisée dans les aires de 200 000 à moins de 700 000 habitants,.

### Occupation des sols
L'occupation des sols de la commune, telle qu'elle ressort de la base de données européenne d’occupation biophysique des sols Corine Land Cover (CLC), est marquée par l'importance des forêts et milieux semi-naturels (49,3 % en 2018), une proportion sensiblement équivalente à celle de 1990 (48,7 %). La répartition détaillée en 2018 est la suivante :
forêts (49,3 %), cultures permanentes (35,1 %), zones agricoles hétérogènes (9,4 %), zones urbanisées (6,2 %). L'évolution de l’occupation des sols de la commune et de ses infrastructures peut être observée sur les différentes représentations cartographiques du territoire : la carte de Cassini (XVIIIe siècle), la carte d'état-major (1820-1866) et les cartes ou photos aériennes de l'IGN pour la période actuelle (1950 à aujourd'hui).

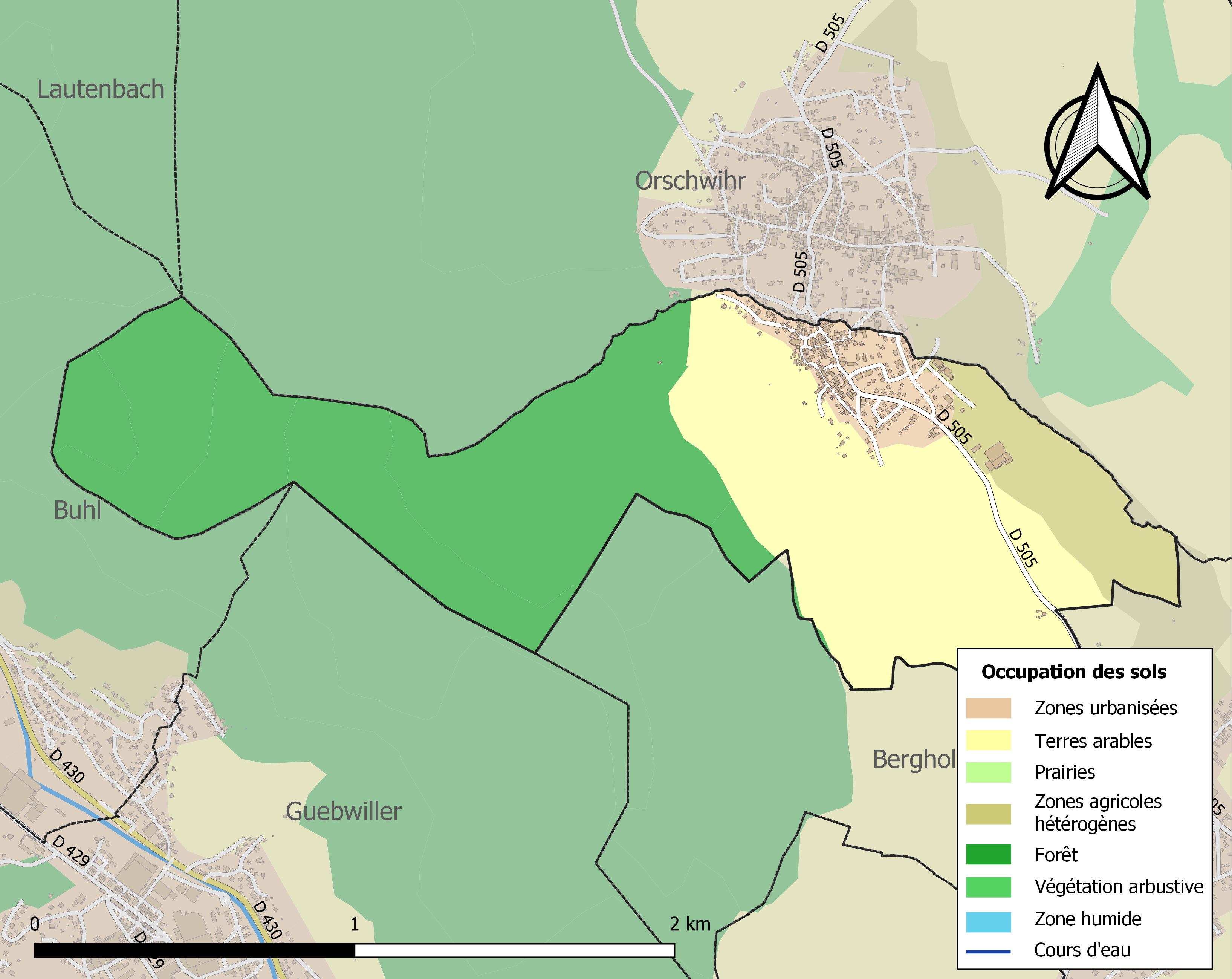
Carte des infrastructures et de l'occupation des sols de la commune en 2018 (CLC).

## Toponymie
Le nom de la localité est attesté sous la forme im Bergholtz Celle en 1335.
Ce toponyme s'analyse à partir de trois termes issus du moyen haut allemand berg « mont, montagne », holz « bois » et zelle « ermitage ».

## Histoire

### Un ancien ermitage
Les annales de Murbach imprimées au XVe siècle rappellent que le village fut d'abord un lieu de recueillement pour des religieux irlandais ou écossais qui ont fondé un ermitage. Les moines ont ensuite gagné le vallon de Murbach, près d'un étang connu sous le nom de Pilgersweiher. En 728, saint Pirmin aurait intégré la communauté des moines à la nouvelle abbaye de Murbach qu'il a fondé. Faute de preuves historiques et archéologiques, il est difficile de confirmer cette légende, même si elle semble plausible. Jusqu'en 1827, le sort de la commune est lié à celui de Bergholtz, le village voisin, pour ne former alors qu'une seule paroisse.

### La Révolution
Au cours de la Révolution, les paroissiens de Bergholtz-Zell manifestent contre le curé jureur mis en place par l'administration révolutionnaire. En 1796, le retour de l'ancien curé fidèle à Rome fait baisser la tension. Entre-temps, plusieurs paroissiens ayant fait un pèlerinage à l'abbaye de Notre-Dame-de-la-Pierre à Metzerlen-Mariastein dans le canton suisse de Soleure, sont déclarés avoir quitté la commune. Ils auront le plus grand mal à faire valoir leurs droits.

## Politique et administration

### Découpage territorial
La commune de Bergholtzzell est membre de la communauté de communes de la Région de Guebwiller, un établissement public de coopération intercommunale (EPCI) à fiscalité propre créé le 29 novembre 2000 dont le siège est à Guebwiller. Ce dernier est par ailleurs membre d'autres groupements intercommunaux.
Sur le plan administratif, elle est rattachée à l'arrondissement de Thann-Guebwiller, à la circonscription administrative de l'État du Haut-Rhin, en tant que circonscription administrative de l'État, et à la région Grand Est. 
Sur le plan électoral, elle dépendait jusqu'en 2020 du  canton de Guebwiller pour l'élection des conseillers départementaux au sein du conseil départemental du Haut-Rhin. Depuis le 1er janvier 2021, elle dépend du même canton pour l'élection des conseillers d'Alsace au sein de la collectivité européenne d'Alsace.

### Budget et fiscalité 2014

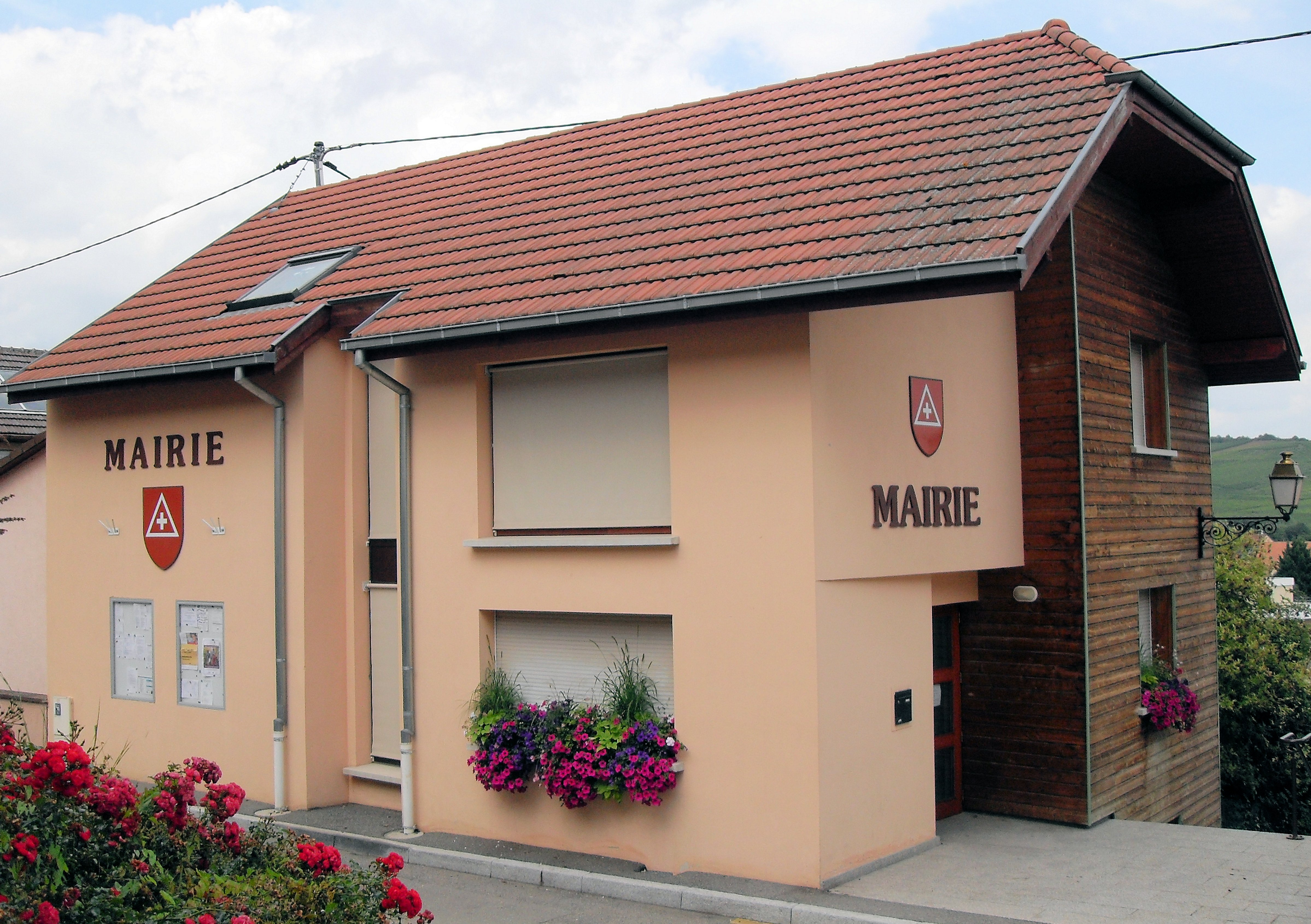
La mairie.

En 2014, le budget de la commune était constitué ainsi :
- total des produits de fonctionnement : 521 000 €, soit 1 131 € par habitant ;
- total des charges de fonctionnement : 271 000 €, soit 588 € par habitant ;
- total des ressources d'investissement : 250 000 €, soit 543 € par habitant ;
- total des emplois d'investissement : 214 000 €, soit 463 € par habitant ;
- endettement : 122 000 €, soit 264 € par habitant.

Avec les taux de fiscalité suivants :
- taxe d'habitation : 8,64 % ;
- taxe foncière sur les propriétés bâties : 9,25 % ;
- taxe foncière sur les propriétés non bâties : 53,83 % ;
- taxe additionnelle à la taxe foncière sur les propriétés non bâties : 0,00 % ;
- cotisation foncière des entreprises : 0,00 %.

### Liste des maires
| Période                                  | Période                   | Identité                                   | Étiquette | Qualité |
| ---------------------------------------- | ------------------------- | ------------------------------------------ | --------- | ------- |
| 1900                                     | 1915                      | Jean Baptiste Galliath                     |           |         |
| 1915                                     | 1916                      | Eugène Rothenburger                        |           |         |
| 1916                                     | 1919                      | Charles Dreyer                             |           |         |
| 1919                                     | 1935                      | Édouard Brand                              |           |         |
| 1935                                     | 1939                      | Jean Baptiste Galliath                     |           |         |
| 1939                                     | 1941                      | Ernest Brand                               |           |         |
| 1945                                     | 1945                      | Ernest Brand                               |           |         |
| 1945                                     | 1959                      | Joseph Mascha                              |           |         |
| 1959                                     | 1985                      | Paul Welty                                 |           |         |
| 2001                                     | 2014                      | Bernard Brand                              |           |         |
| 2014                                     | En cours (au 31 mai 2020) | André Welty Réélu pour le mandat 2020-2026 | DVD       | Cadre   |
| Les données manquantes sont à compléter. |                           |                                            |           |         |

## Population et société

### Démographie
L'évolution du nombre d'habitants est connue à travers les recensements de la population effectués dans la commune depuis 1806. Pour les communes de moins de 10 000 habitants, une enquête de recensement portant sur toute la population est réalisée tous les cinq ans, les populations de référence des années intermédiaires étant quant à elles estimées par interpolation ou extrapolation. Pour la commune, le premier recensement exhaustif entrant dans le cadre du nouveau dispositif a été réalisé en 2006.

En 2022, la commune comptait 390 habitants, en évolution de −11,36 % par rapport à 2016 (Haut-Rhin : +0,66 %, France hors Mayotte : +2,11 %).
| 1806 | 1821 | 1831 | 1836 | 1841 | 1846 | 1851 | 1856 | 1861 |
| ---- | ---- | ---- | ---- | ---- | ---- | ---- | ---- | ---- |
| 395  | 430  | 432  | 411  | 390  | 411  | 411  | 404  | 422  |

| 1866 | 1871 | 1875 | 1880 | 1885 | 1890 | 1895 | 1900 | 1905 |
| ---- | ---- | ---- | ---- | ---- | ---- | ---- | ---- | ---- |
| 422  | 404  | 386  | 375  | 379  | 370  | 410  | 391  | 409  |

| 1910 | 1921 | 1926 | 1931 | 1936 | 1946 | 1954 | 1962 | 1968 |
| ---- | ---- | ---- | ---- | ---- | ---- | ---- | ---- | ---- |
| 392  | 357  | 321  | 320  | 309  | 299  | 269  | 261  | 285  |

| 1975 | 1982 | 1990 | 1999 | 2006 | 2011 | 2016 | 2021 | 2022 |
| ---- | ---- | ---- | ---- | ---- | ---- | ---- | ---- | ---- |
| 305  | 282  | 288  | 336  | 376  | 453  | 440  | 401  | 390  |

## Culture locale et patrimoine

### Lieux et monuments

#### Église Saint-Benoît
L'église est reconstruite en 1873 à l'emplacement de l'ancienne église romane jugée délabrée et trop petite,,. L'ancienne église détruite avait été consacrée par le pape Léon IX. L'architecte opte pour le style roman-gothique, avec une grande tour-porche. À côté de la place de l'église se trouve un sarcophage bien conservé datant du haut Moyen Âge. La nouvelle église a permis le réemploi des piliers à inscriptions de l'église romane disparue. Elle abrite notamment le tableau Tobie et les trois Archanges datant du XVIIIe siècle.
L'orgue actuel est de Joseph Callinet vers 1830,.

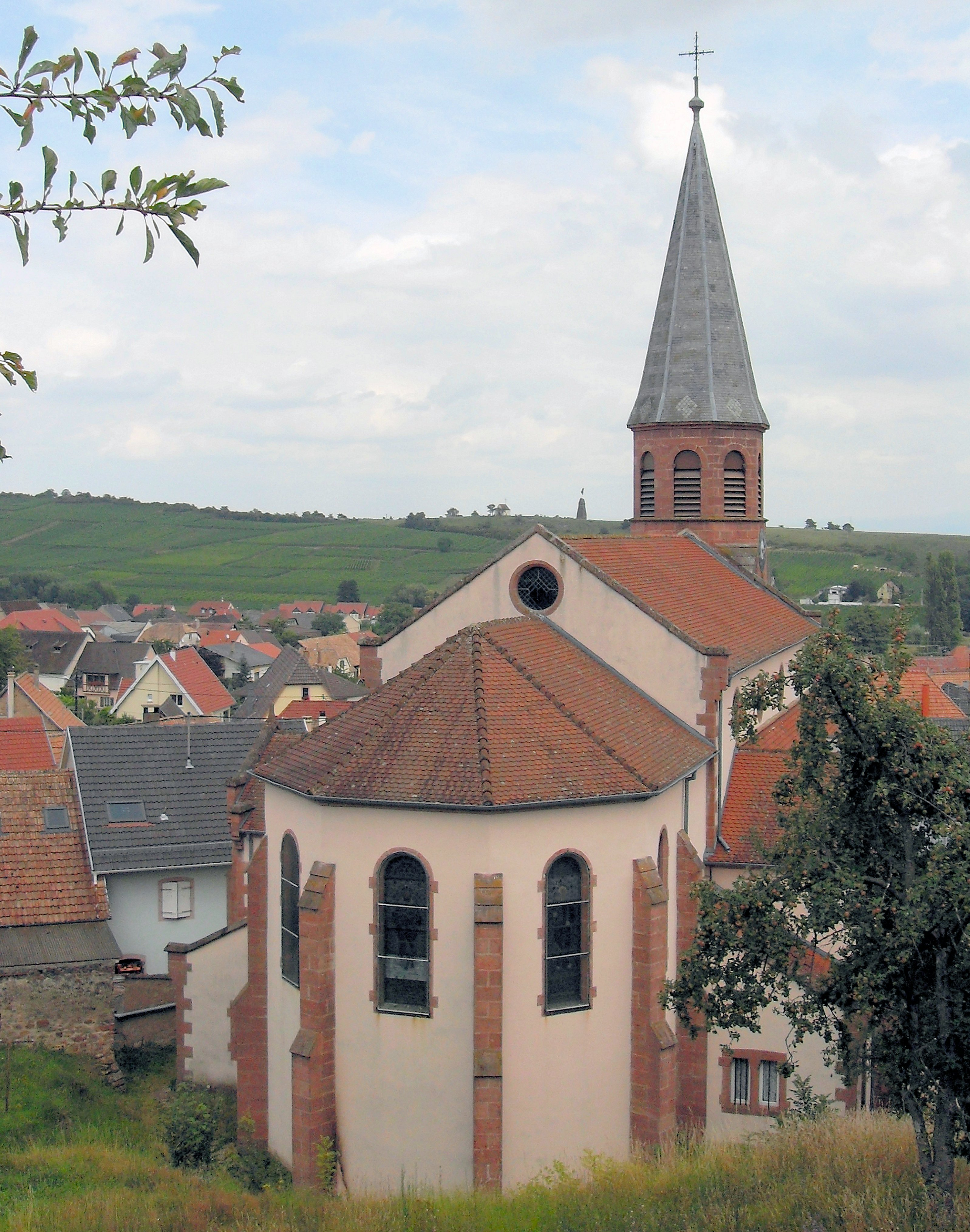
L'église Saint-Benoît.
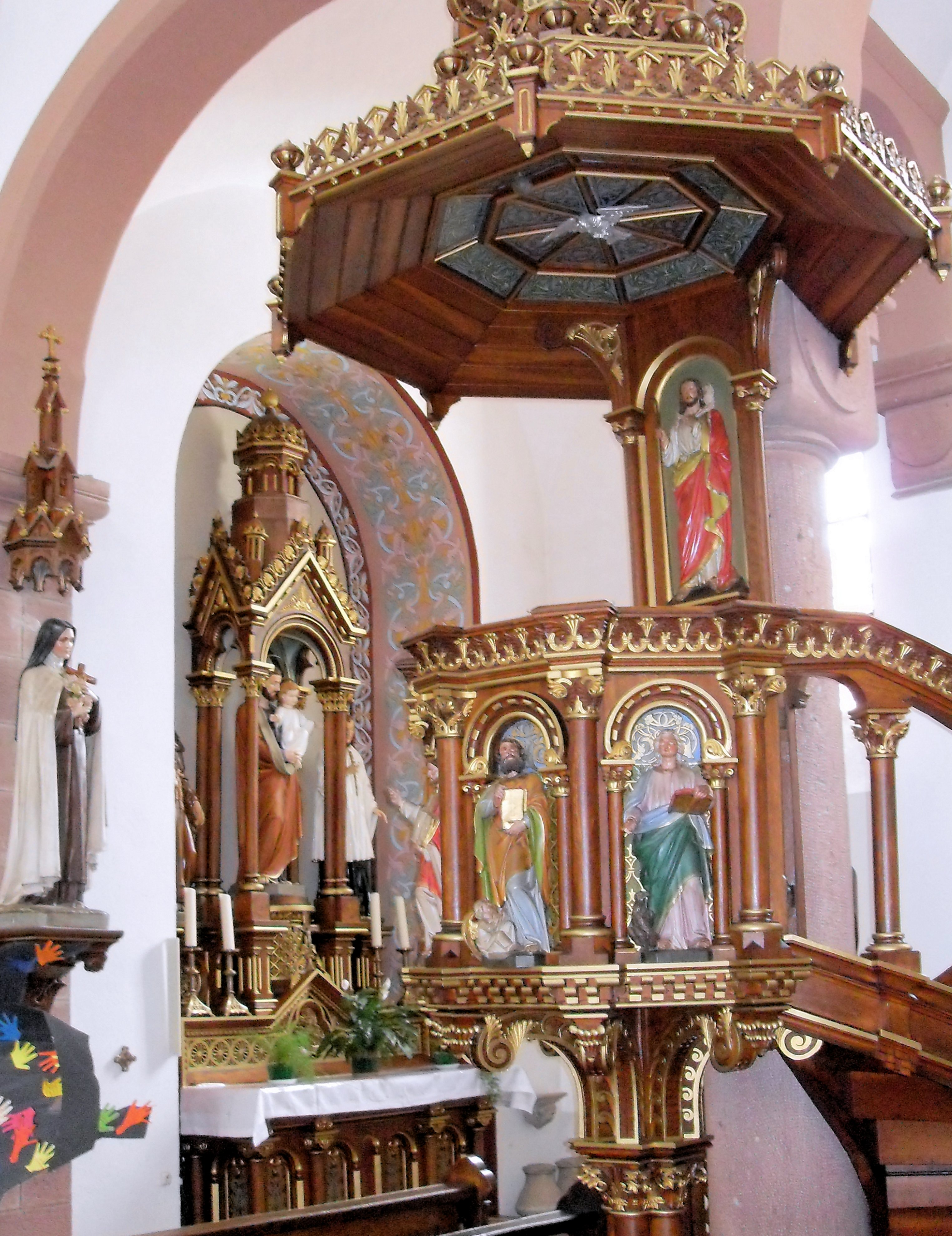
L'intérieur.

#### Divers
- Le bourg abrite des maisons des XVIIe et XVIIIe siècles[35] ainsi que deux fontaines (bassin) de fin XVIIIe à début XIXe siècle[36],[37] et la fontaine de Claude Bonnot[38].
- Le christ portant la croix.
- Grotte de Lourdes.
- Aux alentours, deux croix de chemin de 1856[39] et de 1864[40].
- Monument aux morts[41].
- Maisons de vignerons du XVIIIe – XIXe siècle[42].
- Chemin de croix, dédié à Notre-Dame-des-Sept-Douleurs, sur le mont calvaire de l’Œlberg sur lequel on peut y voir trois chapelles et quatre oratoires abritant des sculptures en bois polychrome grandeur nature[43],[44],[45].
- Borne de 1739[46],[47].

### Héraldique
| Blason de Bergholtzzell | Les armes de Bergholtzzell se blasonnent ainsi : « De gueules au triangle d'argent vidé, renfermant une croisette du même. » |